# Malgrado tutto... l'angelo azzurro
Malgrado tutto... l'angelo azzurro, è il terzo lavoro di Umberto Balsamo, pubblicato nel 1977. Contiene un grande successo inserito in molte raccolte dell'artista catanese, L'angelo azzurro.

## Tracce
1. Malgrado tutto
2. L'angelo azzurro
3. Cosa farei
4. Stupendo
5. Sei tu
6. Ti guardai, ti sfiorai
7. Era qui
8. Una rosa profumata
9. Messicana
10. Un'immagine, un'idea

## Formazione
- Umberto Balsamo – voce
- Gianni Dall'Aglio – batteria
- Marco Zoccheddu – chitarra acustica, chitarra elettrica
- Andy Surdi – batteria
- Claudio Bazzari – chitarra elettrica
- Gian Piero Reverberi – tastiera
- Bob Callero – basso
- Hugo Heredia – flauto